# クレマ

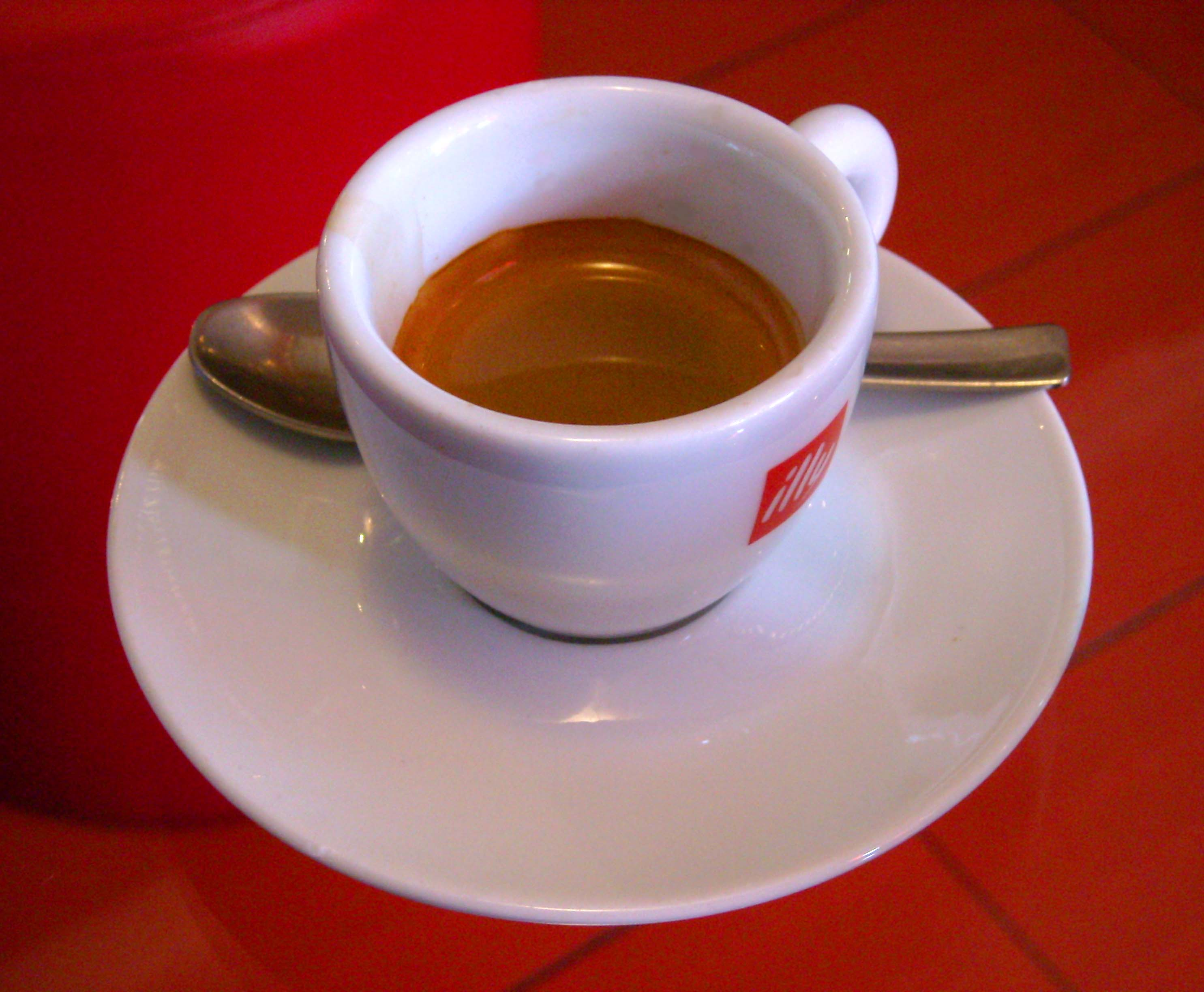
エスプレッソ

クレマ (crema) とはエスプレッソの液面に浮かぶ泡のこと。イタリア語で「クリーム」を意味する。コーヒー豆の油分やタンパク質に由来する甘さの元であると言われ、エスプレッソマシンによって仕上がりは異なる。クレマは焙煎したコーヒー豆の中に保存されていた主に二酸化炭素でできている。クレマの色合いは豆本来の色にもよって変わる。必ずしもクレマが多ければ多いほど良いエスプレッソというわけではない。

## クレマがうまくできない原因
クレマの厚みがない場合、豆の焙煎の鮮度が悪かったり、古い豆であるなど様々な可能性がある。このほか、クレマができない原因として以下が挙げられる。
- 豆を粉に挽いてからかなり時間が経過したことで酸化した場合。
- 挽いたコーヒーの粉が粗すぎる場合。
- タンピングが弱い[2]。
- コーヒーの粉の量が少ない。
- マシンの圧力が低い。
- 抽出温度が適正でない。